# Johann Matthias Gesner
Pour les articles homonymes, voir Johann Matthias.
Johann Matthias Gesner (9 avril 1691 à Roth an der Rednitz - 3 août 1761 à Göttingen) est un pédagogue, philologue et bibliothécaire allemand. Il fut le recteur du Lycée Saint-Thomas de Leipzig de 1730 à 1734. Il devient professeur de poésie et de rhétorique à l'Université de Göttingen lors de sa fondation en 1734, tout en prenant en charge la direction de la bibliothèque universitaire. Même s'il innove peu dans son travail d'édition des auteurs classiques, sa volonté de réformer l'enseignement scolaire et universitaire en fait l'un des pionniers du nouvel humanisme allemand (Neuhumanismus, avec par exemple Lessing, Herder ou Goethe). Sa principale œuvre, le dictionnaire en quatre tomes Novus Linguae Et Eruditionis Romanae Thesaurus, est aujourd'hui encore une source importante pour le Thesaurus Linguae Latinae, grand lexique du latin commencé en 1900.

## Vie et œuvre

### Enfance enFranconie
Johann Matthias Gesner est né le 9 avril 1691 dans la petite ville de Roth, près de Nuremberg. Son père, Johann Samuel Gesner, y travaille comme pasteur, mais meurt avant les 12 ans de Johann Matthias, son plus jeune fils. La mère de Johan Matthias, Maria Magdalena Husswedel (1670-1738) est la fille d'un membre du Conseil d'Ansbach, et appartient à une longue lignée de fonctionnaires. La mort de son mari la laisse seule avec 9 enfants à élever ; elle épouse peu de temps après le successeur de son mari au presbytère, Johann Zuckermantel. Ce dernier remarque rapidement les aptitudes exceptionnelles de Johann Matthias, et lui offre des cours privés pour le préparer à l'admission au lycée d'Ansbach (de). Le coût de la scolarité excédant les capacités financières de la famille, Gesner ne peut poursuivre sa scolarité que grâce à diverses aides. Il loge ainsi pendant ses années de lycée dans un foyer pour étudiants pauvres, et le recteur du lycée, Georg Nikolaus Köhler, prend sous son aile cet étudiant doué.

### Études à Iéna
En 1710 Gesner s'inscrit à l'Université d'Iéna. Il obtient une bourse par l'intermédiaire de l'ancien précepteur princier, Jakob Friedrich Weihl, qui l'a déjà remarqué à Ansbach. Dans le même temps Gesner compose des vers de circonstances, à l'occasion de mariages ou d'anniversaires, afin d'améliorer sa situation financière. En 1712 son professeur de prédilection, le théologien Johann Franz Buddeus, l'accueille sous son toit et lui confie la formation de son fils. C'est également Buddeus qui lui ouvre la voie de la philologie classique, et l'accès à sa bibliothèque personnelle permet à Gesner d'élargir sa culture. Il publie en 1714 son premier ouvrage de philologie, le Philopatris dialogus Lucianeus, où il prouve que le Grec Lucien de Samosate ne peut être l'auteur du Philopatris, plutôt rédigé sous l'empereur Julien, soit quelque 200 ans plus tard. Un an après parait son premier ouvrage de pédagogie, les Institutiones rei scholasticae ("Principes de pédagogie"), dans lequel il s'inspire de la vision des réformateurs du XVIIe siècle pour développer ses propres idées.

### Ses années à Weimar

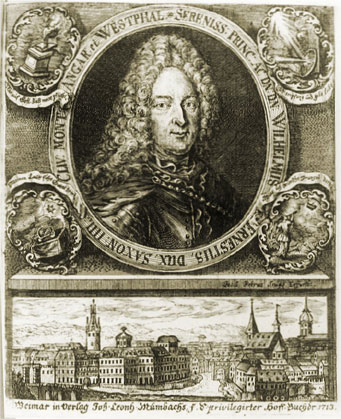
Guillaume-Ernest, duc de Saxe-Weimar-Eisenach

En 1715 Gesner obtient par l'entremise de son mentor Buddeus le poste de recteur adjoint du lycée Guillaume-Ernest à Weimar. Il épouse en 1718 dans la ville voisine de Gera (aujourd'hui Geraberg) Elisabetha Caritas Eberhard, la fille du pasteur. Elle donne naissance en 1719 à leur premier fils, Carl Philipp (1719-1780), futur médecin de la Cour de Saxe et médecin personnel du prince. Leur première fille, Elisabetha, née en 1721, épouse par la suite Johann Jakob Huber, qui enseigne l'anatomie à l'Université de Göttingen de 1739 à 1742 puis devient le médecin personnel du landgrave Guillaume VIII à Cassel.
Outre ses responsabilité au lycée, Gesner gère également la collection numismatique et la bibliothèque ducales (la collection Schurzfleisch, actuelle Bibliothèque de la duchesse Anne-Amélie). Il réalise dans ce cadre un catalogue des titres en neuf tomes, enrichit le fonds et rédige un rapport imprimé sur la bibliothèque, la Notitia Bibliothecae Vimariae praesertim Schurzfleischianae (1723).
Gesner doit sa nomination à la bibliothèque à une recommandation de son protecteur Buddeus auprès du maréchal princier Friedrich Gotthilf von Marschall. Gesner développe rapidement une relation d'amitié avec ce dernier, déjeunant chaque jour chez lui et passant ses vacances dans sa propriété d'Ossmannstedt. Grâce à cette fréquentation régulière du maréchal, Gesner apprend les rudiments des règles de sociabilité de la haute société, ce qui l'aide dans la suite de sa carrière. Pendant ces 15 années passées à Weimar, Gesner écrit beaucoup, principalement de petits ouvrages dont les Chrestomathia Ciceroniana (1717) et les Chrestomathia Pliniana (1723). Il édite des recueils de textes commentés de Cicéron et de Pline l'Ancien (l'Histoire naturelle) pour les cours de langue. C'est enfin à Weimar que Gesner rencontre son futur maître de chapelle, Jean-Sébastien Bach.

### Retour à Ansbach
Après la mort du duc Guillaume-Ernest de Saxe-Weimar en 1728, son neveu et successeur Ernest-Auguste se sépare de tous ceux qui ont eu de l'influence sur son oncle. Il retire sa charge au protecteur de Gesner, Friedrich Gotthilf von Marschall, et Gesner perd la gestion de la bibliothèque ducale dans laquelle il s'est pourtant pleinement investi. Il abandonne le poste de recteur adjoint  du lycée de Weimar, et retourne à Ansbach diriger son ancienne école. Il n'y reste cependant pas longtemps.

### Recteur de la Thomasschule de Leipzig
À la mort du recteur de la Thomasschule de Leipzig, Johann Heinrich Ernesti, Gesner est appelé pour lui succéder. Ernesti détient depuis 1680 une chaire d'enseignement à l'Université de Leipzig et ne se consacre que secondairement à la direction de la Thomasschule depuis sa prise de fonction en 1684. Lorsque Gesner arrive en juillet 1730, l'école se retrouve par conséquent dans un réel état de négligence. Gesner prend l'ouvrage à bras le corps : il réforme l'organisation de l'école, se charge d'un cours régulier et renouvèle le programme d'études. Le compositeur Jean-Sébastien Bach, maître de chapelle  et directeur de musique de la ville de Leipzig, enseigne de ce fait la musique à la Thomasschule. Il a eu de vives disputes avec Ernesti, le prédécesseur de Gesner. Aussi, l'annonce de la venue de ce dernier suscite chez Bach cette réaction enthousiaste : "Maintenant; tout ira bien !" Il lui dédie par la suite son Canon à deux voix (BWV 1075). Gesner, qui admire Bach et sa musique, obtient une augmentation de la rémunération du compositeur et lui dresse un hommage marquant dans l'un de ses commentaires de l'Institution oratoire de Quintilien. A un passage célébrant la polyvalence des joueurs de luth il ajoute cette remarque : "Ô Quintilien ! Si tu pouvais ressusciter des morts et voir notre Bach, alors tu tiendrais cela pour insignifiant!". Par contre les relations de Gesner avec les professeurs de l'Université de Leipzig prennent d'emblée une tournure difficile. Jaloux de la haute estime dans laquelle le tient le Conseil de la ville, ils lui refusent notamment l'autorisation d'enseigner, si bien que Gesner quitte Leipzig au bout de seulement quatre années.

### Activité de Gesner à Göttingen

#### La fondation d'une université locale

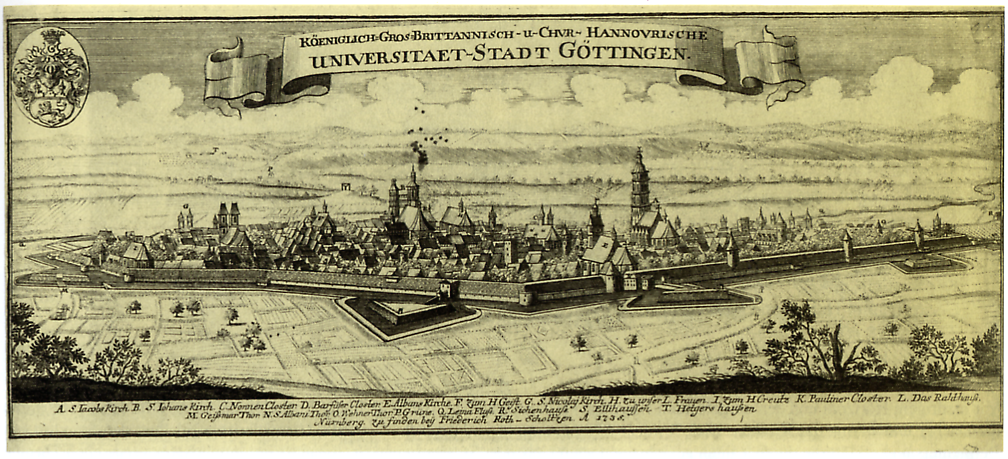
Göttingen – Vue de la ville depuis le sud-est. Gravure sur cuivre de 1735. Le texte mentionne l'importance prise par la ville avec la fondation de l'université un an plus tôt.

C'est en 1734 qu'est donné le premier cours à Göttingen. C'est là une entreprise risquée que de créer une université dans une ville moyenne, qui ne s'est pas encore relevée des conséquences de la Guerre de Trente Ans. Cet ambitieux projet ne pouvait réussir que si des érudits renommés rejoignent d'emblée l'université. Il faut pour cela proposer des conditions de travail suffisamment intéressantes pour attirer des candidats dans une ville de province d'à peine 1000 feux, aux maisons détruites pour la moitié. Gerlach Adolph de Münchhausen (1688-1770), ministre d'Etat de Hanovre de Georges II qui depuis Londres règne sur le Hanovre en union personnelle avec la Grande-Bretagne, a initié la fondation de l'université. Il en est le premier curateur et le principal bienfaiteur. Münchhausen comprend qu'une riche bibliothèque est l'une des clés pour séduire des érudits reconnus. C'est pourquoi aux 708 volumes issus de la bibliothèque du lycée de Göttingen il ajoute 2 154 volumes que la bibliothèque royale de Hanovre possède en double, parmi lesquels de nombreuses éditions de classiques de l'Antiquité. Il réussit son plus grand coup en amenant les héritiers de Joachim Hinrich von Bülow à faire don de la collection du défunt, aussi renommée que richement dotée. La seule condition est que la bibliothèque de l'université de Göttingen porte le nom de Bibliotheca Buloviana, usage qui s'est cependant aujourd'hui perdu. Mais malgré ces efforts l'avenir de la bibliothèque dépend avant tout de la capacité à recruter un directeur à la fois compétent et investi.

#### Nomination à l'Université de Göttingen

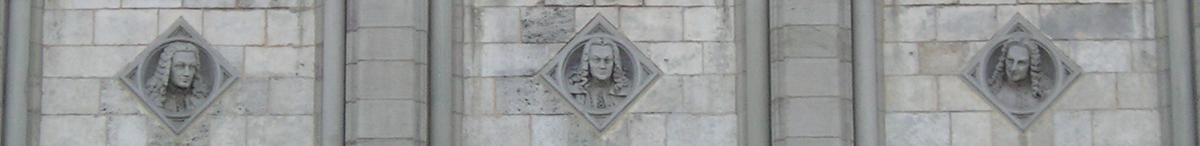
Portraits de Haller, Gesner et Mosheim (de gauche à droite) à Göttingen, réalisé en 1866

Münchhausen voit en Gesner, qui a toujours manifesté son amour des livres, le candidat idéal pour ce poste. Gesner est le premier professeur arrivé à Göttingen, en 1734. Bien qu'il soit rapidement rejoint par des intellectuels d'envergure, comme le théologien Johann Lorenz von Mosheim ou le poète et naturaliste Albrecht von Haller, la jeune université ne dispose pas encore d'un nombre suffisant d'étudiants capables de payer les cours. C'est pourquoi Gesner décide, avec l'accord de Münchhausen, de rédiger un texte anonyme présenté comme une lettre à un baron anglais. Ce texte, l'Epistola praesentem Academiae Gottigensis statum exhibens, fait un éloge sans nuance de l'Université de Göttingen. Rédigée dans un latin élégant, la missive mentionne, outre la Bibliotheca buloviana, l'hippodrome, et rencontre ainsi les aspirations de jeunes nobles amateurs d'escrime et d'équitation, mais surtout fortunés. Si la paternité de Gesner n'est établie en toute certitude qu'en 1922, grâce à la découverte d'une ébauche manuscrite, ce texte ainsi qu'un second rédigé à la fin de l'année 1736, atteint pleinement son objectif : l'université de Göttingen reste longtemps connue pour sa forte proportion d'étudiants issus de la noblesse, et ce longtemps après la mort de Gesner.
Lors de sa première année à Göttingen Gesner publie chez l'éditeur Abraham Vandenhoecks sa première édition conséquente de classiques latins, les Scriptores rei rusticae (1735). Au contraire des innovations de certains de ses contemporains tels le philologue anglais Richard Bentley, cet ouvrage en deux tomes reste le fruit classique de son époque, d'après nos critères actuels. Pétrie d'une érudition toute baroque, l'édition de Gesner est loin d'égaler le travail de Bentley.

#### Directeur de laBibliothèque Buloviana

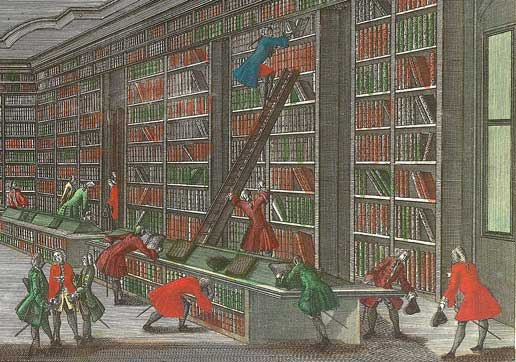
Salle de la Bibliotheca Buloviana. Détail d'une gravure sur cuivre de Georg Balthasar Probst colorée à la main, 1750.

Au moment de la fondation de l'université, les titres de l'ancienne bibliothèque de Bülow représentaient les trois quarts du* fonds de la bibliothèque de l'université de Göttingen, soit 9 000 imprimés, divers manuscrits et environ 2 000 cartes. L'idée d'enrichir constamment ce fonds par une judicieuse politique d'acquisition n'avait alors rien d'évident. Chaque professeur disposait plutôt de sa propre bibliothèque, qui l'accompagnait tout au long de sa carrière. Münchhausen utilisa habilement cette habitude en veillant autant que possible à recruter des professeurs possédant une riche collection de livres. Samuel Christian Hollmann, premier professeur de philosophie à l'université de Göttingen, rapporte ainsi rétrospectivement que les habitants de Göttingen eurent l'impression, à la vue des chargements de livres qui arrivaient avec les nouveaux enseignants que ces derniers apportaient littéralement l'université dans leurs bagages. Münchhausen mit également en place un important budget annuel pour l'acquisition de nouveaux livres. Gesner et les autres professeurs adressaient leurs demandes d'achat à Hanovre, où les décisions d'acquisition étaient prises. Les livres étaient achetés lors de ventes aux enchères, dans l'électorat ou à l'étranger, en particulier à Londres qui était l'une des principales places de commerce pour les livres anciens. Grâce au vaste réseau de relations de Gesner parmi les lettrés européens, la bibliohtèque s'enrichit également de nombreux cadeaux, comme une édition intégrale des œuvres du cardinal Angelo Maria Quirini (mort en 1755), évêque de Brescia et directeur de la Bibliothèque vaticane. Bien que nous manquions d'indications précises sur la croissance de la bibliothèque à l'époque de Gesner, nous savons que son fonds était riche de plus de 50 000 volumes.

#### Le programme scolaire de Gesner pour le duché de Brunswick-Lunebourg
En 1738 Gesner publie au nom du roi Georges II un programme scolaire pour le duché de Brunswick-Lunebourg ainsi que des instructions pour la création d'un séminaire de philologie à l'université de Göttingen. L'objectif principal de ces mesures est d'établir une norme pour la formation universitaire des enseignants, et par la suite de garantir un niveau homogène des élèves à leur admission à l'université. Afin de contrôler les écoles du duché, le titulaire de la chaire de rhétorique à l'université de Göttingen, c'est-à-dire Gesner puis ses successeurs, occupe aussi la fonction d'inspecteur scolaire dans les lycées du duché de Brunswick-Lunebourg.
Tout au long de sa vie Gesner accorde une grande importance à son combat contre l'enseignement traditionnel du latin et du grec, très mécanique et basé sur de courts passages. Il lui oppose la méthode de "lecture cursive" qu'il a développée. Plutôt que de parsemer l'analyse des extraits de commentaires sur le vocabulaire et la grammaire, Gesner plaide pour une lecture linéaire, sans interruption pour des explications savantes, afin de saisir la structure et le sens général du texte. Il écrit ainsi :"'Il faut aussi enseigner à la jeunesse [...] à ne pas céder à l'ennui ou à la fatigue face à l'une ou l'autre des difficultés à venir, mais à continuer de lire car bien souvent ce qui paraît difficile au début s'éclaire dans la suite du texte et devient accessible.'" Avec cette nouvelle conception de l'enseignement des langues, Gesner initie un important changement dans la pédagogie au lycée.
Outre la réforme par Gesner de l'enseignement du latin et du grec, sa création d'un séminaire de philologie à l'université de Göttingen est aussi œuvre de précurseur. Il revient ainsi à sa première spécialité, et à ses yeux l'Institut de Göttingen doit être un modèle pour tous les séminaires de philologie à venir. Là encore les idées de Gesner sont novatrices et les modifications qu'il apporte sont toujours effectives. Les étudiants du séminaire devaient si possible accumuler des expériences concrètes d'enseignement dès leurs études en organisant eux-mêmes des cours particuliers, et en approfondissant ces compétences en proposant eux-mêmes des séances de cours au lycée de Göttingen.
Tous les étudiants du séminaire recevaient, à titre d'incitation, une bourse de Georges II.

#### "Ungezwungen und Richtig" - la 'Deutsche Gesellschaft'
En 1727, Johann Christoph Gottsched fonde la Société allemande, société linguistique sur le modèle de l'Académie française. Ses membres se réunissent généralement chaque semaine, et apportent des essais de textes inédits, souvent à l'occasion d'anniversaires ou de jubilés, afin d'en discuter et de les améliorer. Leur critique de la langue met notamment l'accent sur l'utilisation du haut allemand, et sur le refus des influences dialectales ou étrangères. Le processus d'amélioration des textes débouche sur la rédaction d'un avertissement ajouté au recueil publié par la société savante.

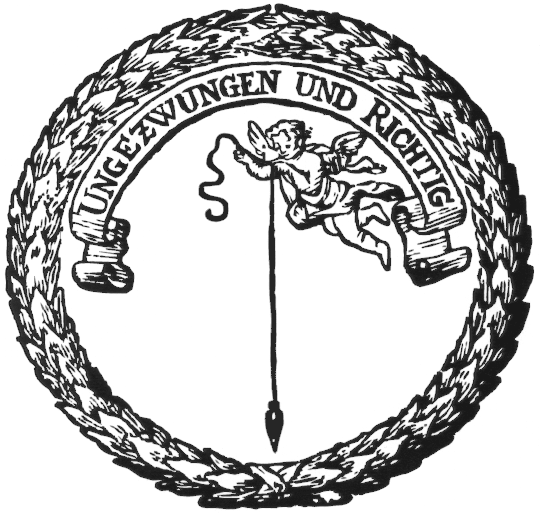
Emblème de la Société allemande fondée par Gesner à Göttingen.

Très vite la Société allemande de Leipzig acquiert une réputation bien au-delà de la région, et son président Gottsched devient un arbitre écouté dans les querelles aussi bien linguistiques que littéraires. Le nombre de membres augmente rapidement, ce qui permet la création jusqu'en 1775 de plus de 30 sociétés filles, dont le réseau couvre l'ensemble de l'espace germanophone. En 1735 déjà le président de la société de Leipzig, Johann Lorenz von Molsheim, propose, contre l'avis de Münchhausen, la création d'une société allemande à Göttingen. Cette proposition ne rencontre alors que peu d'écho. La nomination de Gesner et la mise en place du séminaire de philologie a cependant changé la donne : Gesner peut être un président tout à fait approprié pour une telle société, qui pourrait attirer les étudiants du séminaire. La société est constituée le 18 août 1738, et elle reçoit la confirmation officielle du roi Georges II le 13 février 1740, ainsi qu'un sceau conçu d'après une proposition de Gesner.
Entre sa création et l'année 1755, plus de 500 membres peuvent être recrutés, avec une forte surreprésentation de nobles. Les séances sont généralement organisées le vendredi après-midi, et leur déroulement suit le modèle de la Société allemande de Leipzig, sans toutefois parvenir à publier ses textes ultérieurement. Gesner en reste le président jusqu'à sa mort, le poste restant ensuite inoccupé. La Société allemande de Göttingen reste active jusqu'à sa dissolution en 1791, avec une interruption pendant la Guerre de Sept Ans.

#### LeNovus Thesaurus
Entre 1726 et 1735 Gesner commence à travailler à une édition enrichie du Thesaurus eruditionis scholasticae, publié en 1571 par Basilius Faber, l'un des lexiques les plus diffusés du début de la période moderne. Gesner envisage pour la première fois de rédiger un lexique latin entièrement nouveau en 1733 ; il estime à trois ans son temps de réalisation. Les quatre tomes du Novus Linguæ Et Eruditionis Romanae Thesaurus paraissent finalement en 1749, après douze ans de travail. Trois éléments distinguent le lexique de Gesner de celui de son prédécesseur : Gesner se limite dans le choix du vocabulaire aux sources antiques, en excluant toute référence du latin médiéval ou moderne. De plus il n'ajoute pas d'équivalent allemand aux expressions latines, la signification devant se dégager des documents originaux. Enfin, il organise chaque article en suivant rigoureusement l'évolution du mot et de ses significations. Les rédacteurs du Thesaurus de Munich, le grand lexique de la langue latine publié à partir de 1900, estiment l'apport de Gesner si important qu'il est l'un des rares précurseurs cités dans l'avant-propos du premier tome, aux côtés d'Egidio Forcellini, l'auteur du Totius Latinitatis Lexicon.

### Les dernières années

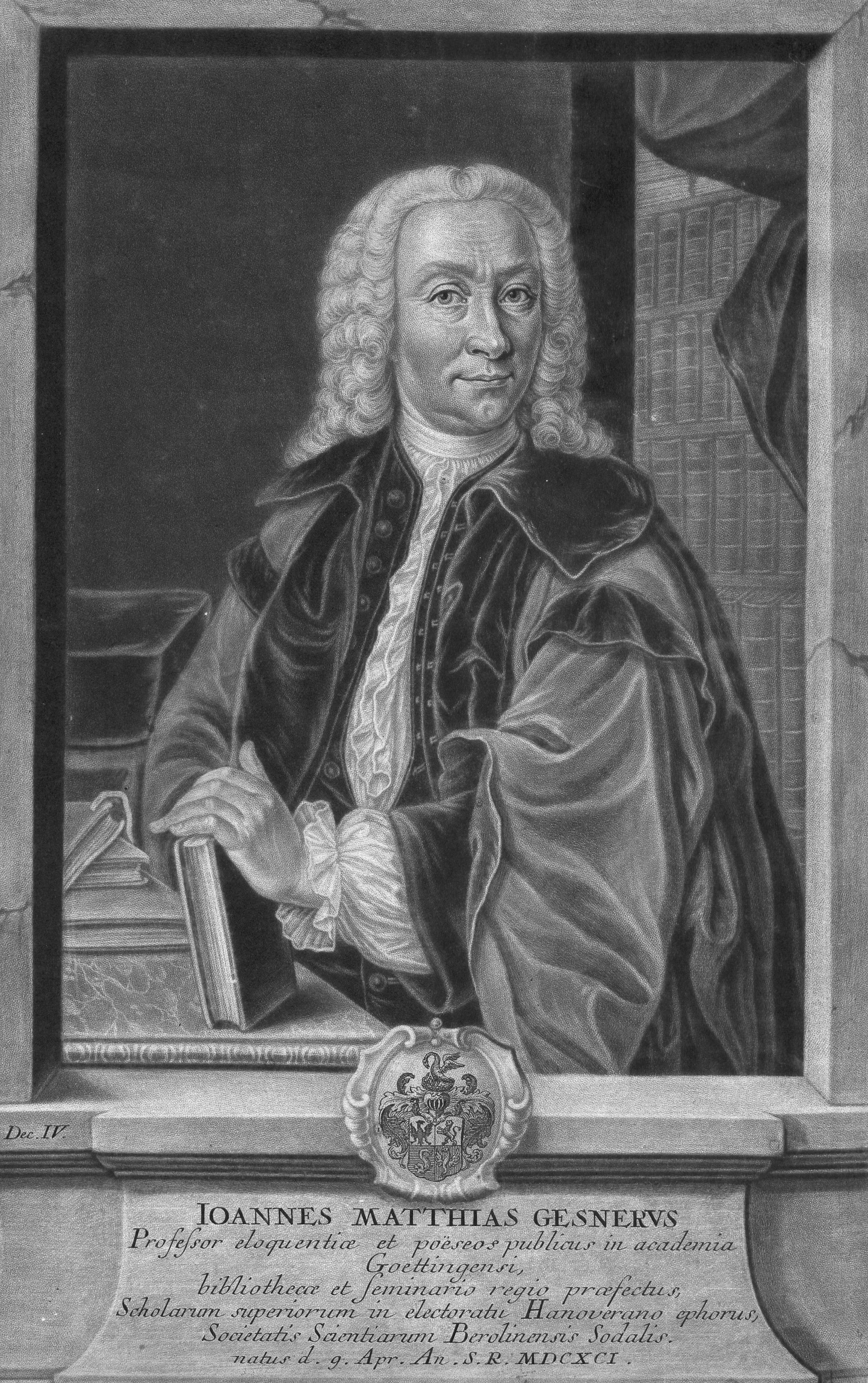
Gesner vers 1750, taille-douce de Christian Nikolaus Eberlein

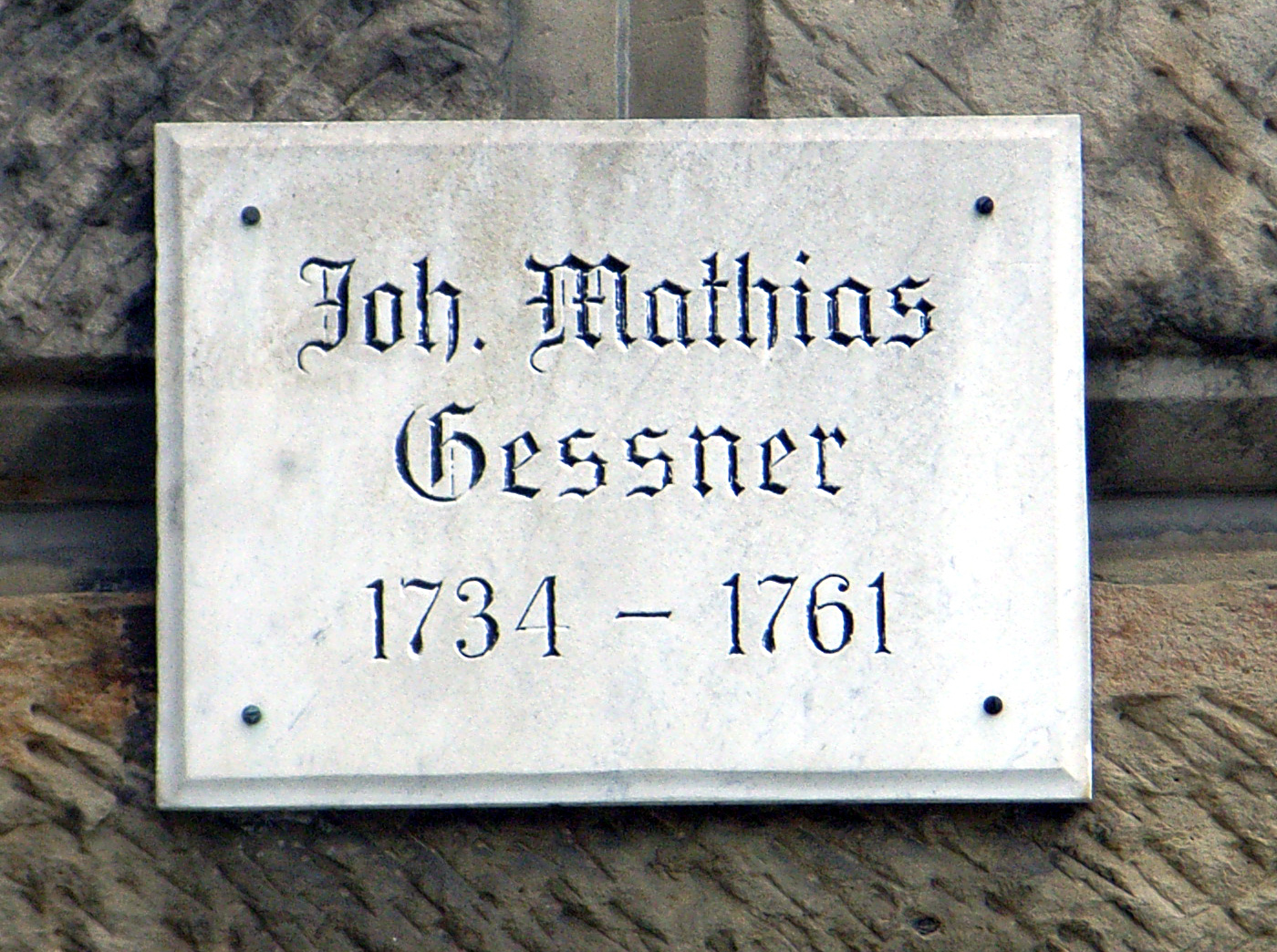
Plaque commémorative à Göttingen

George II fonde en 1751 la Société royale des sciences de Göttingen, actuellement la troisième plus ancienne des sept académies des sciences d'Allemagne, après celles de Berlin (1700) et de Leipzig (1704). Gesner y devient le premier secrétaire de la section de philologie historique. En 1753 il succède au premier président de la société, Albrecht von Haller.
Le 17 février 1756 George II nomme Gesner conseiller (Hofrat). Il jouit alors d'une grande renommée dans la communauté scientifique. Le médecin britannique Anthony Askew, l'un des nombreux correspondants de Gesner, écrit ainsi à son propos : "talem neminem vidi !" : "je n'ai jamais vu un tel homme".
Gesner meurt le 3 août 1761 à Göttingen, à l'âge de 70 ans. Lors de son éloge funèbre son ami et collègue, le théologien et orientaliste Johann David Michaelis a ces mots : "ce ne sont pas seulement ses proches, mais toute l'Allemagne et toute l'Europe qui le perdent" („… nicht ein privater Besitz ist uns, sondern ein öffentlicher, ganz Deutschlands und Europas, dahingegangen“).

## Principaux écrits
- Philopatris dialogus Lucianeus (1714)
- Institutiones rei scholasticæ (1715) (Digitalisat dans la Bibliothèque numérique du Mecklembourg-Poméranie)
- Chrestomathia Ciceroniana (1717)
- Chrestomathia Pliniana (1723)
- Nouvelle édition du Thesaurus eruditionis scholasticae publié en 1571 par Basile Faber (1726)
- Scriptores rei rusticæ (1735)
- Schul-Ordnung vor die Churfürstl. Braunschweig-Lüneburgische Lande (1738)
- Edition de l'Institutio oratoria de Quintilien (1738)
- Opuscula minora varii argumenti (1743–1745)
- Index etymologicus latinitatis (1749)
- Novus linguæ et eruditionis romanae thesaurus (1749)
- Primæ lineæ isagoges in eruditionem universalem (1756)
- Thesaurus epistolicus Gesnerianus (1768–1770, ouvrage posthume publié par Christian Adolf Klotz)
- Vegetii Renati Artis veterinariae sive mulomedicinae libri quatuor, Mannheim (1781)